# Нантский дом
Нантский дом (фр. Maison de Nantes) — условное название двух бретонских родов, которые правили в графстве Нант, а также в герцогстве Бретань.

## История
Существовало два Нантских дома. Родоначальником первого, согласно поздней генеалогии, составленной в XI веке в монастыре Сен-Обин д'Анжер, был Ридоред, оставивший двух сыновей. Старший из них, Паскветен (ум. 877), граф Ванна с 851 и граф Нанта с 870, был зятем короля Бретани Саломона, однако это не помешало ему принять участие в убийстве короля, после чего Паскветен разделил с другим участником убийства, графом Ренна Гурваном, власть в королевстве. Однако вскоре между бывшими союзниками начались междоусобицы, которые продолжились и после смерти Гурвана и Паскветена, которому наследовал младший брат Ален (ум. 907), прозванный позже Великим. Но перед лицом норманнской угрозы Ален объединился с наследником Гурвана Юдикаэлем. После гибели Юдикаэля Ален смог объединить Бретань и, воспользовавшись слабостью королей Западно-Франкского королевства, добиться признания за собой королевского титула и сделать Бретань независимой. Однако после смерти Алена I Бретань постепенно оказалась захвачена норманнами. Старший из сыновей Алена, Рудал (ум. ок. 913), погиб во время одного из набегов норманнов, остальные сыновья, вероятно, умерли раньше.
Родоначальником второго Нантского дома был граф Поэра Матьедуа (ум. 930/936), женатый на дочери Алена Великого. Он бежал с семьёй от норманнов в Англию, где нашёл приют при дворе короля Этельстана. Его сын, Ален II Кривая Борода, в 936 году возвратился в Бретань и к 939 году смог вытеснить оттуда норманнов, приняв в 938 году титул герцог Бретани. Однако Бретань в его правление оказалась гораздо меньше государства его деда. Алену II удалось навести порядок и даже немного расширить владения, однако после его ранней смерти единственный законный сын и наследник, Дрого (Дрё) (ум. 958), был ещё ребенком, опекуном при нём стал дед по матери Тибо Старый, граф Тура, при регентстве которого Бретань распалась на несколько частей. Фактическим правителем Нанта был женившийся на вдове Алена II граф Анжу Фульк II, однако граф Ренна Юдикаэль Беранже был фактически независимым правителем. Дрого умер в 958 году при странных обстоятельствах, не оставив наследников. Фулька обвиняли в убийстве и графами Нанта и Ванна последовательно были двое незаконных сыновей Алена II, Хоэль I (ум. 981) и Гюереш (ум. 988), после смерти которого титул герцога Бретани Нантским домом был утерян.
Гюереш оставил единственного бездетного сына Алена III (ум. 990), графа Нанта, Ванна и титулярного герцога Бретани с 988. У Хоэля I было двое незаконных сыновей, Хоэль II (ум. 992) и Юдикаэль (ум. 1004), последовательно правившие в Нанте. В 994 году Юдикаэлю также удалось вернуть в семью графство Нант. Потомки Юдикаэля правили в Нанте и Ванне до смерти в 1051 года бездетного Матье I, после чего род по мужской линии угас. Владения унаследовала дочь Юдикаэля, Юдит (ум. 1063), которая была замужем за представителем Корнуайского дома Аленом.

## Генеалогия
Первый Нантский дом
Ридоред
- Паскветен (ум. 877), граф Ванна с 851 и граф Нанта с 870, король Южной Бретани с 874; жена: Простлон (ум. до 876), дочь Саломона, короля Бретани
- Ален I Великий (ум. 907)(ум. 907), граф Ванна и Нанта с 877, король Южной Бретани и 877, король Бретани с 888/890; 1-я жена: Орегюэн (Оргем); 2-я жена: N
  - (от 1-го брака) Рудал (ум. ок. 913), граф Ванна с 907
  - (от 1-го брака) Гюэрек (ум. 897/903)
  - (от 1-го брака) Паскветен (ум. 897/903)
  - (от 1-го брака) Бюдик (ум. после 897)
  - (от 1-го брака) дочь; муж: Матьедуа (ум. 936), граф Поэра, родоначальник второго Нантского дома
- (от 2-го брака) Дерьян (ум. после 910)

Второй Нантский дом
Матьедуа (ум. 936), граф Поэра; жена: дочь Алена I Великого
- Ален II Кривая Борода (ок. 910—952), граф Ванна и Поэра с 937, граф Нанта и герцог Бретани с 938; 1-я жена: Роскилла (ум. до 948), дочь Фулька I, графа Анжу; 2-я жена: с 948 Юдит (Аделаида), дочь Тибо Старого, графа Тура
  - (от 1-го брака) Герберга; муж: Юдикаэль (Юэль) Беранже (ум. ок. 970), граф Ренна с 920
  - (от 2-го брака) Дрого (Дрё) (ум. 958), граф Нанта, Ванна и герцог Бретани с 952
  - (незак.) Хоэль I (ум. 981), граф Нанта, Ванна и герцог Бретани с 958
    - (незак.) Хоэль II (ум. 992), граф Ванна с 990
    - (незак.) Юдикаэль (ум. 1004), граф Ванна с 992, граф Нанта с 994; жена: Мелисента
      - Юдит (ум. 1063); муж: Ален Кеньяр (ум.1058), граф Корнуая с 1026
      - Будик (ум. 1037/1038), граф Нанта и Ванна с 1004; жена: Адвис
        - Матье I (ум. 1051), граф Нанта и Ванна с 1037/1038

  - (незак.) Гюереш (ум. 988), епископ Нанта, граф Нанта, Ванна и герцог Бретани с 981
    - Ален III (ум. 990), граф Нанта, Ванна, титулярный герцог Бретани с 988

  - (незак.) Юдит; муж: Понс (ок. 910—979), виконт Марселя